# Roscoe Pound
Nathan Roscoe Pound (né à  Lincoln, Nebraska, le 27 octobre 1870 et mort à Cambridge, Massachusetts, le 30 juin 1964) est un juriste et botaniste américain. Il est doyen du University of Nebraska College of Law de 1903 à 1911 et doyen de la Harvard School of Law de 1916 à 1936. Il est aux États-Unis un des juristes les plus cités du XXe siècle.

## Origines et jeunesse
Le père de Roscoe, Stephen Bosworth Pound, est un avocat, sénateur et juge du Nebraska. Sa mère est Laura Biddlecome Pound, directrice de la bibliothèque de Lincoln et régente de l’État à plusieurs reprises.
Roscoe a deux sœurs, dont Louise Pound, folkloriste et linguiste de renommée et professeur à l’Université du Nebraska.
Roscoe se marie une première fois en 1899 avec Grace Gerrard, décédée en 1928. Il se marie une seconde fois en 1931 avec Lucy Miller, décédée en 1959. Pound n’a jamais eu d’enfant. 

## Éducation
Laura Pound, la mère de Roscoe Pound, instruit ses enfants à la maison et  inspire l’intérêt de Roscoe pour la botanique et la littérature. 
Roscoe Pound obtient son diplôme de botanique de l’Université du Nebraska en 1888 à 17 ans. Sous l’influence de son père, Pound est entré à la Harvard School of Law en 1889. Il n’a cependant pas obtenu de diplôme de droit. Pound était un étudiant brillant et autodidacte.
Pound  obtient son doctorat de botanique de  l’Université du Nebraska en 1897. En tant que directeur de l’enquête botanique du Nebraska, il  découvre un lychen rare, appelé le roscopoundia.
Roscoe Pound est membre de la fraternité maçonnique Acacia (en), dont la philosophie est de “préparer les leaders de demain”. 

## Carrière académique et juridique
Roscoe Pound entre au barreau en 1890 et exerce le droit dans un cabinet d’avocat jusqu’en 1903. Il  enseigne en même temps à l'Université du Nebraska de 1890 à 1903. Il a également été directeur de l’enquête botanique du Nebraska de 1892 à 1903. 
Roscoe Pound exerce la fonction de Commissaire à la Cour Suprême du Nebraska (en) (1901-1903) avant de devenir doyen de la faculté de droit de l’Université du Nebraska. De 1904 à 1907, Pound est Commissaire on uniform State laws for Nebraska. 
Dès 1908, il participe à la fondation de la première revue américaine de droit comparé, l'Annual Bulletin (en), publiée par le Comparative Law Bureau de l'American Bar Association. Lecteur de Georges Gurvitch, il est aussi un des fondateurs de la sociological jurisprudence (jurisprudence ayant le sens, en anglais, de théorie du droit), et un critique de la doctrine de la Cour suprême sur la liberté contractuelle, telle que symbolisée par l’arrêt Lochner v. New York de 1905 dans lequel la Cour déclare anti-constitutionnelle une loi limitant le temps de travail. L'intérêt de Pound pour la sociologie et ses rapports au droit en fait, d'une certaine manière, un précurseur du mouvement du legal realism, notamment représenté par Oliver Wendell Holmes Jr..
En 1909, lors d'un congrès à Chicago, la National Conference on Criminal Law and Criminology, il annonce avec son collègue Ernst Freund une nouvelle ère pénologique, fondée sur l'individualisation. Deux ans plus tard, il rédige l'introduction à la traduction américaine du livre de Raymond Saleilles, L'individualisation de la peine. 
Pound est professeur à la Northwestern University (1907-1909), à la University of Chicago (1909-1910) et à la Harvard Law School (1910-1937). Pound a été le professeur de Felix Frankfurter et de Thomas Corcorran, qui a joué un grand rôle dans le New Deal.
En 1916, Roscoe Pound est nommé doyen de la Harvard Law School, devenant ainsi le premier doyen n’ayant pas obtenu de diplôme de droit. Lorsqu’il était doyen, les inscriptions à la Harvard Law School ont doublé parce que l’approche sociologique de l’enseignement du droit de Pound était très populaire. Le niveau d’exigence était néanmoins très haut. James Landis (en) a succédé Pound en tant que doyen en 1937.
Au cours de ces années en tant que doyen de la Harvard Law School, Pound soutient la nomination de Louis Brandeis à la Cour Suprême.
En 1929, le président Herbert Hoover nomme Pound l’un des onze principaux membres de la Commission Wickersham sur les questions liées à l’application de la loi, aux activités criminelles et à la brutalité policière.
De 1937 à 1947, Pound  occupe une chaire de professeur itinérant à Harvard pour des cours variés. 
Il devient en 1938 le directeur de la National Conference of Judicial Councils.
Après 1947, Pound voyage en Chine pour contribuer à la réorganisation du système judiciaire nationaliste chinois.
En 1953, Roscoe Pound devient éditeur en chef du Law Journal of the National Association of Claimant’s Compensation Attorneys (NACCA). Cette organisation était le précurseur de l’American Association for Justice (en) (AAJ).
Roscoe Pound était passionné par le droit romain, il était très doué en latin et traduisait des textes juridiques latin en anglais dans le cadre de ses leçons.
Quand il  quitte les 'Great Plains et le Nebraska, Pound  continue à y avoir un impact important sur la communauté juridique ; la faculté de droit a notamment nommé ses doyens en se basant en grande partie sur ses recommandations.

## Appartenance et mouvements
Roscoe Pound était franc-maçon et membre de la fraternité Acacia. Il était théoricien du droit progressiste et précurseur de la sociological jurisprudence et du legal realism. Malgré des prises de positions mouvantes au cours de sa vie, Pound est toujours resté républicain.
Au cours des années 1930, Roscoe Pound a été associé pendant ses voyages en Allemagne à des membres du parti nazi. Il a été en relation avec Hans Franck, conseiller d’Hitler, et avec Joseph Bühler. Il a accepté en 1934 un diplôme honorifique de la part de l’Université de Berlin, présenté par l’ambassadeur allemand Hans Luther, ce qui fut controversé. Il a également activement défendu la montée au pouvoir d’Hitler dans des journaux internationaux et en privé. Il était également proche de Anton-Hermann Chroust, qui a été soupçonné d’espionnage.
Les collègues de Pound de la Harvard Law School ont eu une réaction mitigée quant à la cérémonie organisée par Pound célébrant son diplôme honorifique à l’Université de Harvard. Felix Franfurter a écrit dans un mémorandum : “Pound had also indicated to me his Nazi sympathies, and [Harvard Law School Professor Calvert] Magruder told me that he had told him what a wonderful speech he had heard Hitler make and that the American and English rendering of the speech was a scandal; that there was no persecution of Jewish scholars or of Jews generally who had lived in the country for any length of time, that only the very recent Polish Jewish immigrants had been expelled”. Frankfurter n’a pas assisté à la cérémonie et le président de Harvard de l’époque, James Bryant Conant, ne voulait pas être associé à l’évènement.
La presse a également critiqué l’acceptation du diplôme honorifique par Pound. Charles A. Beard a écrit dans le New Republic : “the institutions and citizens of the United States shall not be used by foreign governments and agents for the purposes of their propaganda”.

## Philosophie
Roscoe Pound est progressiste, il crée la sociological jurisprudence et est une figure du proue du legal realism. Pound s’est également opposé au New Deal de Franklin Roosevelt. 

### Roscoe Pound et lasociological jurisprudence
En tant que précurseur de la sociological jurisprudence, Pound estimait que les codes et traditions légaux devaient être ajustés pour refléter les conditions sociales contemporaines. Le droit ne doit ainsi pas être considéré comme “trouvé” mais comme “créé” par les expériences humaines pour résoudre les conflits. Il doit refléter les intérêts des individus et il existe pour résoudre les nécessités sociales. Le droit ne doit, selon Pound, pas être statique et mécanique, les juges doivent tenir compte des conséquences sociales et économiques de leurs décisions.
La sociological jurisprudence permet selon Pound d’atteindre l’objectif progressiste, qui était de renforcer le gouvernement national et de le rendre plus réactif aux demandes populaires économiques, sociales et politiques, sans passer par un État administratif. La majorité de la philosophie de Pound est développée dans son ouvrage en cinq volumes, Jurisprudence.
Pound a ainsi dit “the science of law is a science of social engineering having to do with that part of the whole field which may be achieved by the ordering of human relations through the action of politically organized society”. (Justice according to Law).

### Roscoe Pound et le réalisme juridique
Avec Llewellyn, Holmes et Ross, Pound est le précurseur du réalisme juridique. Il pensait ainsi que le droit découle des intérêts sociaux et des politiques publiques en vigueur et que les juges prennent en compte non seulement les règles abstraites, mais aussi les intérêts sociaux et l’ordre public lorsqu’ils statuent sur une affaire. Les réalistes étaient également sceptiques quant à l’idée que les lois écrites expliquent réellement le comportement des juges. Le réalisme dépendait d’une vision naturaliste du monde dans laquelle la réalité était présumée être telle que les sciences la décrivaient.
Le réalisme juridique et la sociological jurisprudence plaident tous deux pour un rôle créateur du juge. Cependant, « alors que les uns vont assigner comme objectif au droit de permettre une vie digne d’être vécue (a good life), les autres vont tendre à y voir un instrument au service de la société envisagée comme tout organique ». La sociological jurisprudence découle du réalisme juridique, les deux mouvements se concentrent sur l’interprétation du droit par les juges.
Pound est également un précurseur de la law in action, une théorie légale qui examine le rôle du droit tel qu’il est appliqué dans la société.

### Roscoe Pound et leNew Deal
Le New Deal est la conséquence du réalisme juridique, qui était axé sur l’expansion de l’administratif. La plupart des réalistes étaient donc favorables au New Deal, ce qui explique que nombre d’entre eux travaillaient aux côtés de Franklin Roosevelt.  
Roscoe Pound lui, n’approuvait pas le New Deal. Bien qu’il fût progressiste, il souhaitait une mise en balance des intérêts et il critiquait l’expansion du pouvoir administratif et la création d’un État administratif. En 1938, Pound s’alarmait dans le rapport annuel de l’Association du Barreau Américain de la “montée de l’absolutisme administratif” et appelait à une réévaluation radicale du New Deal et de ses effets sur l’État de droit. Il regrettait la création d’une quatrième branche du pouvoir : le pouvoir administratif.
À partir de 1939, l’Association du Barreau Américain et donc Pound, a soutenu l’adoption du Walter-Logan Act, qui aurait créé des conseils au sein de chaque agence pour examiner les mesures administratives, et aurait permis aux tribunaux d’entendre des affaires impliquant des citoyens privés et d'annuler les règles et règlements des agences. Pound souhaitait en effet que soient prises en compte les libertés individuelles des citoyens et il voulait éviter l’arbitraire des administrations publiques dans leurs décisions. Roosevelt a apposé son veto contre cette loi
Pound proposait un État administratif alternatif, qui permettait d’atteindre les objectifs du New Deal, en privilégiant la sociological jurisprudence. Pound a critiqué le Administrative Procedure Act (en) de 1946 (APA) en ce qu’il n’opérait pas une séparation des pouvoirs administratif et judiciaire. 
L’État administratif alternatif de Roscoe Pound est assez radical en ce qu’il comprenait une réorganisation complète du pouvoir judiciaire, une spécialisation du pouvoir judiciaire, l’adoption d’une jurisprudence sociologique et la séparation des fonctions administrative et judiciaire. Pound prônait la modernisation des tribunaux et l’institution d’un “grand tribunal” divisé en plusieurs branches, départements et divisions. Le but était d’éviter le “waste of judicial power” et d’améliorer le fonctionnement administratif de la justice. En suivant la refonte des tribunaux de Pound, les agences administratives existeraient toujours, bien sûr, mais le processus administratif serait remplacé par un processus judiciaire actualisé mené par les tribunaux. Dans l’État administratif alternatif de Pound, le pouvoir judiciaire et le pouvoir administratif seraient séparés et les relations entre citoyens et État seraient réglées par des procédures judiciaires dans les cours de justice, par opposition aux tribunaux administratifs.
Dans l’alternative de Pound, les agences administratives auraient pour fonction d’enquêter, de poursuivre et de faire respecter la loi. Cela garantirait que les décisions des agences soient soumises aux contrôles et équilibres constitutionnels, en exigeant l’accord de juges indépendants. En outre, cela protégerait l’État de droit en exigeant des procédures judiciaires au lieu de procédures administratives
Pound souhaitait la “restoration of the tradition of courts as administrators by updating the judicial branch to meet the demands of modern government”. La question ultime selon Pound était de savoir si certains pouvoirs devaient être confiés aux tribunaux ou aux administrations publiques.  
La réponse de l’APA à cette question avait été de confier le pouvoir judiciaire à des agences, sous contrôle judiciaire alors que la réponse de Pound était de confier le pouvoir de décision aux tribunaux eux-mêmes. Ainsi selon Pound, “the Ultimate problem was the erosion of the judicial power and the replacement of judicial authority with administrative justice”.
Roscoe Pound ne défendait pas une séparation des pouvoirs stricte. Il a écrit dans son Introduction to the Philosophy of Law: “Law-making, administration and adjudication canon rigidly be fenced off”. Il souhaitait tout de même la séparation des pouvoirs principalement pour protéger les droits et libertés des individus contre le gouvernement lui-même. Il devait y avoir selon lui dans l’administration un juge impartial du droit et des faits. Un juge indépendant du demandeur privé et aussi indépendant du gouvernement, c’est-à-dire de l’agence administrative elle-même.  

## Actions et réalisations
En 1900, Roscoe Pound a eu un rôle important dans l’organisation de la Nebraska State Bar Association en rédigeant sa constitution et en assurant son secrétariat pendant six ans. En 1903, Pound a co-fondé la Society of Innocents (en), la plus importante société d’honneur du Nebraska. 
En 1906, Pound a prononcé un discours à la Convention annuelle de l’association du bureau du Nebraska appelé “The causes of popular dissatisfaction with the Administration of justice”, qui a eu un grand impact sur les réformes du système administratif américain. Pound a participé en 1908 à la création de la première revue américaine de droit comparé, l’Annual Bulletin (en).
En 1909, Pound a organisé la première conférence nationale sur la justice criminelle avec plusieurs professeurs comme participants afin de discuter pour réformer le droit pénal et donner une application pratique de sa sociological jurisprudence.
En 1922, Roscoe Pound et Felix Frankfurter entreprirent une étude quantitative détaillée de la façon dont les crimes avaient été traités par les journaux de Cleveland au mois de janvier 1919 en utilisant comme unité de compte le nombre de pouces (une unité de mesure en Amérique) des colonnes de journaux. Ils trouvèrent que tandis que durant la première moitié de l’année le total de l'espace consacré au crime était de 925 pouces, il passait à 6 642 pouces dans la seconde moitié, cela en dépit du fait que le nombre de crimes évoqués était seulement passé de 345 à 363.
Ils en conclurent que bien que la très médiatique « vague de crime » fut largement fictive et fabriquée par la presse, la couverture médiatique eut de réelle conséquences sur l'administration de la justice. En effet, le public se croyant au milieu d'une épidémie de crimes demanda une réponse immédiate de la police et des autorités municipales. Ces institutions voulant conserver le soutien du public s'essayèrent à satisfaire la demande populaire plutôt qu'à se conformer au processus légal. Cela conduit à une hausse des erreurs judiciaires et à des sentences plus sévères. 
Au cours des années 1930, Roscoe Pound s’est opposé au New Deal et à la politique de Franklin D. Roosevelt.
Pound a reçu en 1940 une médaille de l’American Bar Association pour “conspicuous service to the cause of American jurisprudence”.

## Critique de Roscoe Pound
Les auteurs contemporains de Pound ont souvent critiqué ses prises de position. Selon John Fabian Witt et d’autres, Pound doit être considéré comme un penseur inconsistant.
Le progressisme de Pound a été remis en cause et sa critique du New Deal est apparue comme une répudiation de son progressisme. Selon d’autres auteurs cependant, Pound était justement consistant “in that he was always willing to accept "executive justice" or "administrative justice” as a temporary evil, but had a consistent vision of the future of the administrative process that was fundamentally at odds with the vision of Landis, Roosevelt, and many of his Progressive interlocutors”.
Pound a été critiqué pour son poste de doyen à Harvard. Il était considéré comme un grand érudit et certains regrettaient qu’il «gaspille» son énergie dans des questions d’ordre administratif.

## Héritage de Roscoe Pound
Roscoe Pound prend sa retraite en 1947 et meurt le 30 juin 1964 à Cambridge dans le Massachusetts.
Pound a eu une influence notable sur la jurisprudence américaine et sur plusieurs branches juridiques. Il a également influencé l’enseignement du droit et la doctrine juridique et a participé à la construction de la renommée internationale de la Harvard Law School.
Roscoe Pound est un des juristes les plus cités du XXe siècle aux États-Unis.
Pound  lègue la quasi-totalité de ses biens à la Harvard Law School. Un bâtiment de la Harvard Law School est d'ailleurs nommé après lui: le Pound Hall.